# Heinrich Kriege
Heinrich Kriege (* 2. März 1903 in Osnabrück; † 1. Juli 1951 in Osnabrück) war ein Gewerkschaftssekretär.

## Leben
Der einer Arbeiterfamilie entstammende Kriege erlernte das Schlosserhandwerk. Er trat am 26. Mai 1921 in den Christlichen Metallarbeiterverband (CMV) in Osnabrück ein. 1927 wurde er Sekretär des CMV in Münster und 1930 in Bocholt. Als im Zuge der nationalsozialistischen Machtergreifung die Gewerkschaften aufgelöst wurden, wurde er seines Amtes enthoben und stand unter ständiger Beobachtung durch die Gestapo. Am 22. April 1936 verhaftet, da er gegen das Heimtückegesetz verstoßen haben sollte, wurde er zwar nach längerer Verhandlung freigesprochen, aber weiterhin überwacht. Kriege gehörte 1945 zu den Gründern der Einheitsgewerkschaft in Osnabrück, die von früheren Mitgliedern der freien und christlichen Gewerkschaften gebildet wurde. Er war deren erster hauptamtlicher Sekretär. 1947 wurde er geschäftsführender Vorsitzender des DGB-Kreises Osnabrück. Seit 1949 gehörte er dem Vorstand des DGB-Landesbezirks Niedersachsen in Hannover an. An der Gründung der Sozialen Wohnungsbaugenossenschaft Osnabrück war er maßgeblich beteiligt. Schon bald nach ihrer Gründung war er der CDU beigetreten.

## Ehrungen
- Nach Kriege ist die Heinrich-Kriege-Straße im Westen von Osnabrück benannt.